# Nova Palma
Nova Palma é um município brasileiro do estado do Rio Grande do Sul.